# Brumby
Un brumby (pl. brumbies) es un caballo cimarrón que vive mayormente en estado salvaje en Australia. Aunque puede ser encontrado en muchas regiones a lo largo y ancho del país, los brumbies más conocidos viven en la región de los Alpes Australianos en el sureste de Australia. Hoy en día, la mayoría de ellos son encontrados en el Territorio del Norte, teniendo Queensland la segunda población más grande.
Los brumbies son descendientes de caballos perdidos o escapados, remontándose en algunos casos a aquellos que pertenecían a los primeros colonos europeos, entre ellos los "capers" sudafricanos, los ponis de Timor de Indonesia, el poni británico y razas de caballos de tiro, además de un número importante de caballos purasangres y árabes.
Hoy en día viven en muchos lugares, incluso en parques nacionales. Ocasionalmente son arreados y domesticados para trabajar en ganadería o agricultura, pero también para ser montados o incluso exhibidos. Son objeto de controversia, ya que algunos ambientalistas y el gobierno los consideran como plagas y amenazas al ecosistema nativo, pero también son valorados por otros como parte de la herencia histórica australiana, lo que ha llevado a muchos a trabajar para prevenir su trato inhumano o su exterminación, y para relocalizar brumbies que han sido capturados.

## Historia

### Origen del nombre
El término brumby se refiere a un caballo cimarrón en Australia. El primer registro impreso del uso de la palabra se dio en la revista de Melbourne Australasian en 1880, la cual dijo que brumbies era el nombre de campo para los caballos 'salvajes' en Queensland. En 1885, la revista Once a Month sugirió que brumbies era un término de Nueva Gales del Sur, y el poeta Banjo Paterson indicó en la introducción de su poema Brumby's Run publicado en The Bulletin en 1894 que Brumby era la palabra para caballos salvajes horses. Su origen no es muy claro, y puede haber surgido de una o más de las siguientes posibilidades:
1. Los caballos abandonados por el sargento James Brumby en su propiedad en Mulgrave Place en Nueva Gales del Sur cuando se trasladó a Tasmania en 1804.[7]
2. Una palabra aborigen baroomby que significa "salvaje" en el idioma de los pitjara en los ríos Warrego y Nogoa en el sur de Queensland.[8]
3. Una carta en 1896 al Sydney Morning Herald decía que baroombie es la palabra para caballo en los pueblos aborígenes en los ríos Balonne, Nebine, Warrego y Bullo.[9]
4. Baramba, el cual era el nombre de un arroyo y una estación ganadera en el distrito de Queensland de Burnett, establecida en los años 1840 y luego abandonada, dejando atrás muchos caballos que huyeron al monte.[10]
5. También se ha sugerido que el nombre proviene de la palabra irlandesa bromach o bromaigh.[9]

### Primeros caballos importados
Los caballos llegaron a Australia por primera vez en 1788 con la Primera Flota. Fueron importados para realizar trabajos utilitarios y en granjas; la equitación recreacional y las carreras no eran actividades importantes. Para 1800 se cree que solo unos 200 caballos habían llegado a Australia. Las carreras de caballos se volvieron populares en 1810, lo que llevó a un flujo importante de importaciones de purasangres, más que todo desde Inglaterra. Aproximadamente 3.500 caballos vivían en Australia para 1820, y este número había crecido a 160.000 para 1850, en gran parte debido a un incremento natural. El largo trayecto por mar desde Inglaterra, Europa y Asia hizo que solo los caballos más fuertes sobrevivieran al viaje, haciendo que la población australiana sea especialmente fuerte e influenciando bastante para que florezcan en el nuevo continente.

### Origen de las manadas cimarronas
Es probable que los caballos hayan estado confinados principalmente a la región de Sídney hasta principios del siglo XIX, cuando los colonos cruzaron las Montañas Azules y abrieron la expansión hacia el interior. Los caballos eran necesarios para viajar, y para el arreamiento de vacas y ovejas a medida que la industria ganadera crecía. El primer reporte de un caballo escapado data de 1804, y para 1840 algunos caballos se habían escapado de zonas habitadas en Australia. Es probable que algunos hayan escapado porque las cercas no estaban bien instaladas, cuando había cercas, pero se cree que la mayoría de los caballos australianos se convirtieron en cimarrones porque fueron dejados en libertad en el campo y dejados a su propia suerte. Esto pudo haber sido el resultado de ganaderos que abandonaban sus tierras, y por ende sus caballos, debido a las áridas y poco conocidas condiciones de la tierra que hacían dificultosa la agricultura en Australia. Luego de la Primera Guerra Mundial, la demanda de caballos para las fuerzas de defensa declinó con el incremento en la mecanización, lo que llevó a un crecimiento en el número de animales ya no deseados que en muchos casos eran dejados en libertad. A lo largo del siglo XX, el reemplazo de los caballos por máquinas en la agricultura llevó a incluso más caídas en la demanda, lo que contribuyó al aumento de las poblaciones cimarronas.
Actualmente, Australia cuenta con por lo menos 400.000 caballos que deambulan por el continente. También se ha estimado que, durante periodos libres de sequías, la población de caballos cimarrones se incrementa en un 20 por ciento por año. Las condiciones de sequía y los incendios forestales son amenazas naturales. Pese a su población, los brumbies son considerados una alimaña moderada. En lugares en donde se les ha dejado dañar la vegetación y causar erosión, su impacto sobre el medioambiente puede ser negativo, y por esa razón pueden ser considerados una amenaza seria al medioambiente. Sin embargo, Debido a que también tienen un potencial valor económico y cultural, el tratamiento de los brumbies es un tema complicado.
Se cree que los brumbies que viven en los Alpes Australianos del sureste de Australia son descendientes de los caballos que alguna vez fueron del pionero y ganadero Benjamin Boyd.

### Brumbies Pangaré
En la costa sur de Geraldton los brumbies del lugar son conocidos como 'Ponis Pangaré', ya que parece que llevan el raro gen Pangaré. Esta coloración es conocida comúnmente como harinosa y se puede observar principalmente en un número de razas antiguas como los ponis británicos, los ponis de Timor, los halfingers e incluso los caballos belgas. El gen hace que el pelaje del caballo se aclare en ciertas parte, lo que produce hocicos, patas, costados y vientres de colores harinosos. Esto puede ser observado en ocasiones en caballos alazanes con melenas y colas rubias.
Los brumbies pangaré parecen haberse adaptado bien a su medioambiente costero, en donde consumen atriplex, la cual no parecen estar dañando. El Departamento de Medioambiente y Conservación y Outback Heritage Horse Association of Western Australia (OHHAWA) están monitoreando estos brumbies en particular para asegurar un tratamiento adecuado de estos inusuales caballos cimarrones.

## Usos

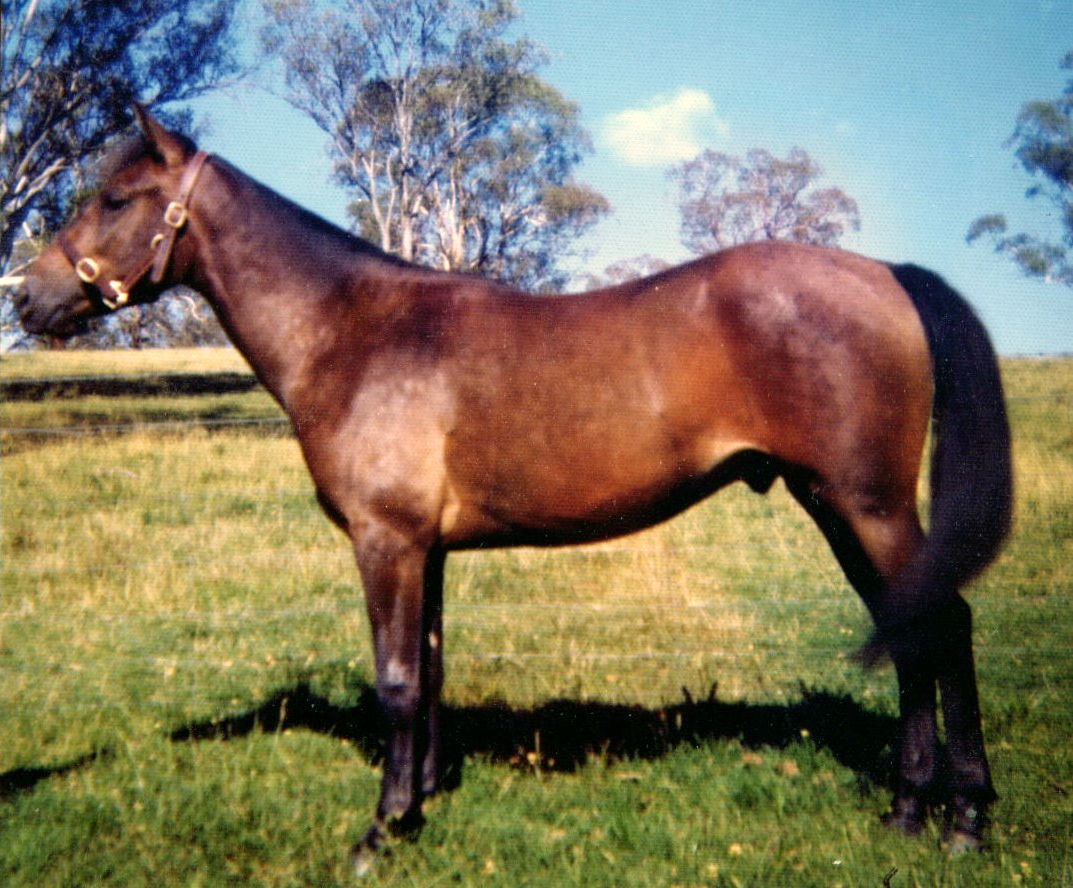
Este brumby fue utilizado como una montura segura y confiable por un jinete de unos 70 años.

Se han capturados brumbies, colocado collares con rastreo por GPS sobre ellos y han sido utilizados en detalladas investigaciones comparativas sobre el efecto del terreno sobre la morfología y salud de las pezuñas de distintos caballos. Se rastrean y registran sus patrones de movimiento, dieta, patrones de toma de agua y estructura de las manadas.

Brumbies que son capturados pueden entrenados para ser caballos de trabajo o para equitación. La promoción de la observación de las manadas cimarronas también tiene un potencial como atracción turística. En ocasiones los brumbies también son vendidos al mercado de europeo de carne de caballo, y contribuyen con millones de dólares al año a la economía australiana. Aproximadamente el 30% de las exportaciones de carne provienen de la población cimarrona. Las pieles y el cabello de estos caballos también son utilizadas y vendidas.
Brumbies salvajes son utilizados en campamentos de entrenamiento para brumbies por organizaciones que promueven interacciones positivas entre jóvenes perturbados y de alto riesgo. Estos campamentos por lo general duran varias semanas, permitiendo a los jóvenes entrenar a un brumby salvaje hasta convertirlo en un tranquilo caballo de montar, al mismo tiempo que mejoran la autoestima del joven.
Los brumbies salvajes también son utilizados en el evento de captura y manejo en las competiciones de vaqueros, en la que los jinetes deben atrapar a un brumby suelto desde sus caballos dentro de un tiempo límite de unos pocos minutos. Los vaqueros reciben puntos seccionales según su habilidad para atrapar el brumby y su habilidad para enseñarles a cabalgar. Estas competiciones se llevan a cabo en Nueva Gales del Sur en las localidades de Dalgety, Tamworth y Murrurundi. además del The Man From Snowy River Challenge en Corryong. Varias asociaciones de ferias agrícolas de Nueva Gales del Sur, entre ellas Walcha, Bellingen y Dorrigo cuentan con clases especiales para los brumbies que sean registrados en sus ferias agrícolas todos los años.

## Impacto medioambiental

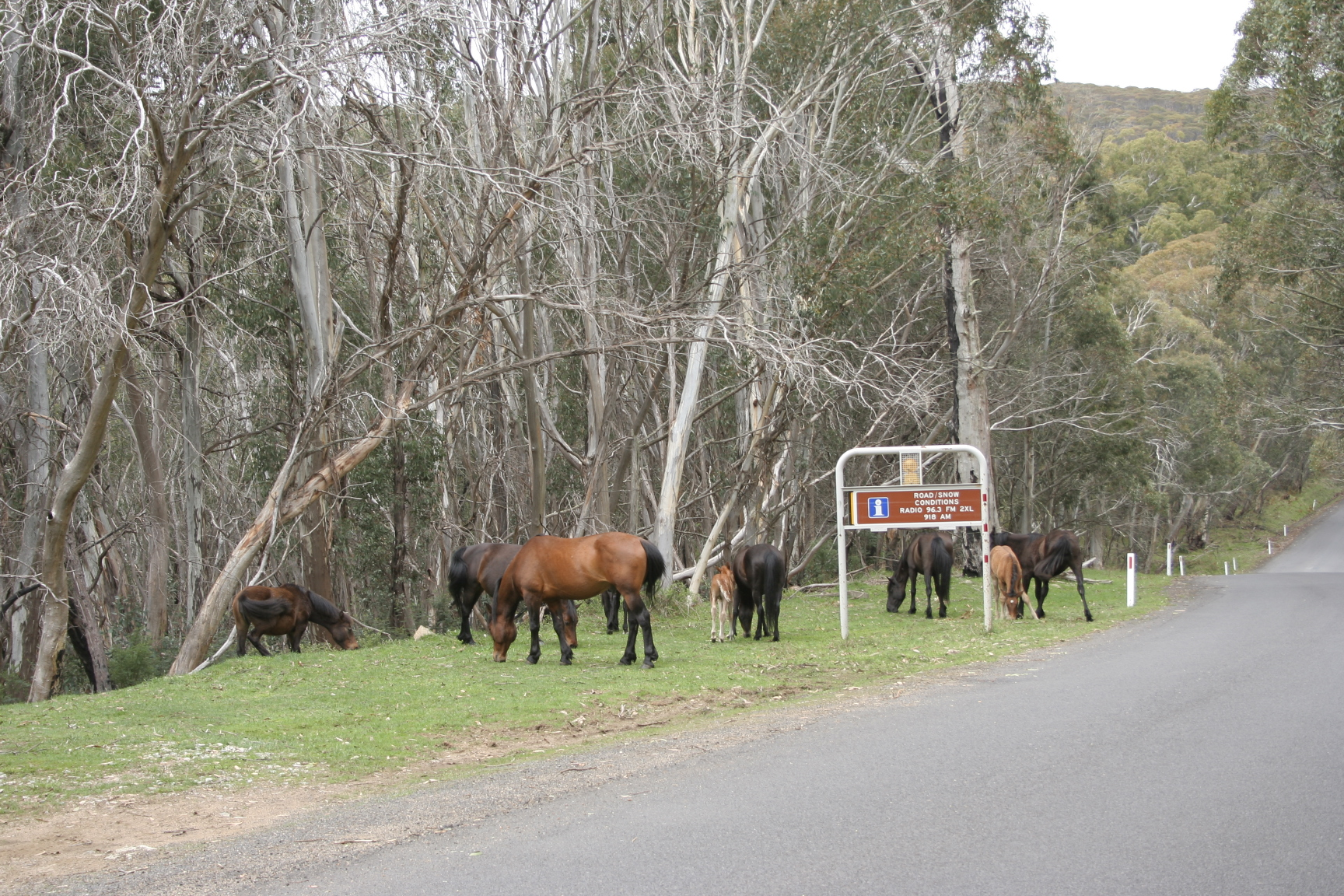
Brumbies pastando en Alpine Way cerca de Dead Horse Gap

Los caballos fueron descritos como alimañas en Australia por primera vez en los años 1860. Su impacto medioambiental incluye la pérdida de suelo, compactación y erosión; destrucción de vegetación; reducción de la variedad de plantas; incremento en la muerte de árboles por masticar corteza; daños a los hábitats de pantanos y pozuelos; esparcimiento de hierbas invasivas; y varios efectos negativos en la población de especies nativas. En algunos casos, cuando los caballos cimarrones se ven asustados, puede que dañen infraestructura como abrevaderos, cañerías y cercas. No obstante, los brumbies también ayudan a mantener limpios los senderos y caminos para exploradores y vehículos de servicio en algunos lugares. 

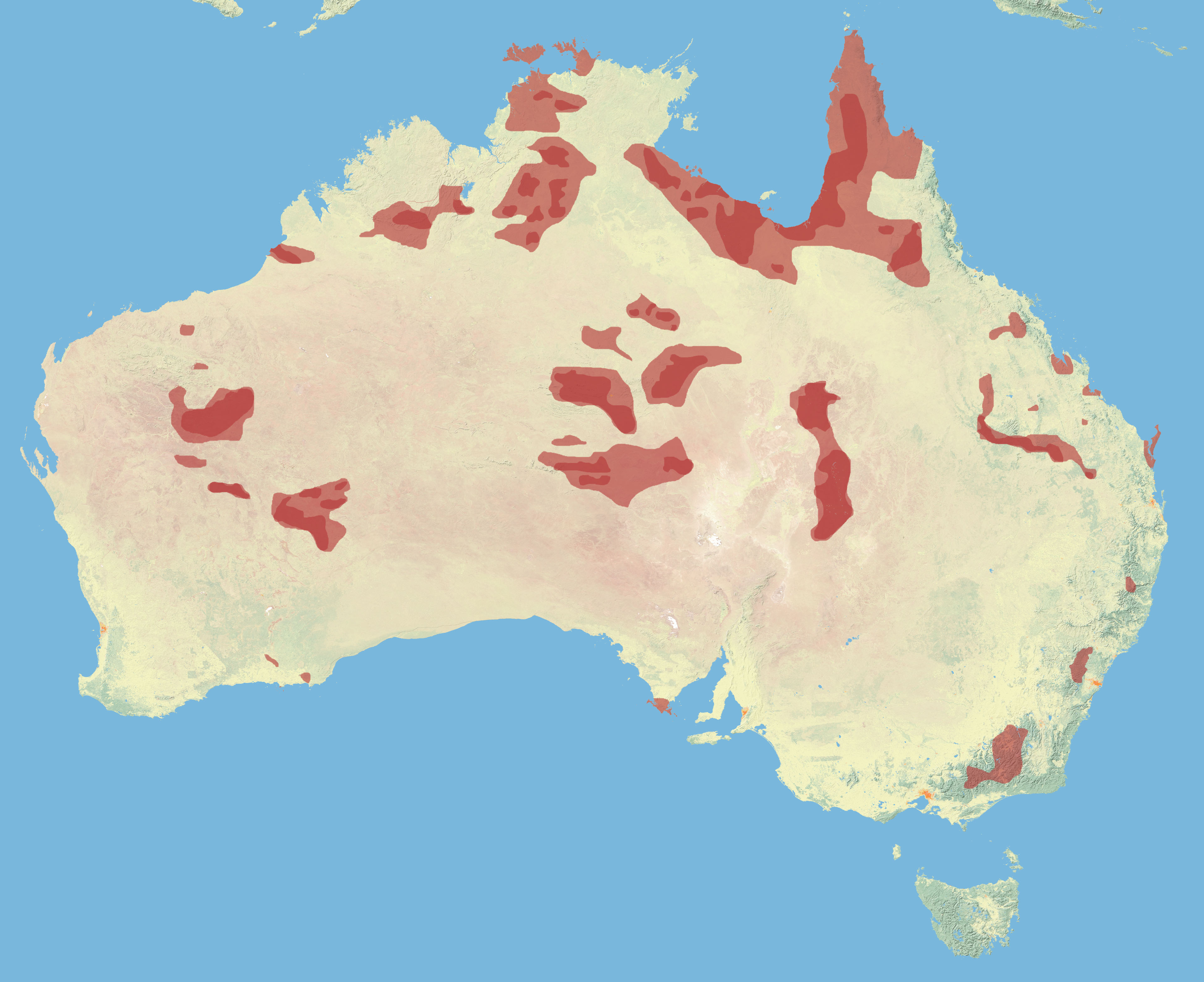
Distribución de los brumbies en Australia

En algunos hábitats, las pezuñas de estos caballos salvajes compactan el suelo, y cuando el suelo se compacta, los espacios de aire son minimizados y no permiten que se acumule el agua. Cuando esto ocurre, el suelo en áreas en donde los caballos están presentes tiene una resistencia a la penetración 15 veces mayor que en áreas en donde no viven estos animales. El pisoteo de los caballos también produce erosión del suelo y daños a la vegetación, y debido a que el suelo no puede retener agua, el resurgimiento de las plantas se ve perjudicado. El pisoteo de los caballos también puede dañar arroyos y hábitats de pantano. El galope en las cercanías de los arroyos aumenta la escorrentía, lo que reduce la calidad del agua y daña al ecosistema del cuerpo de agua. El excremento de los caballos tiende a causar pudrición en estas aguas, al igual que la acumulación de los cuerpos de los caballos cimarrones muertos, convirtiéndose en otro impacto negativo de esta exótica especie en Australia.
Las áreas alpinas, como las del Parque nacional Kosciuszko, son especialmente vulnerables; la flora alpina de crecimiento bajo es muy vulnerable al pisoteo de los caballos, y los cortos veranos hacen que haya poco tiempo para que las plantas vuelvan a crecer y se recuperen del daño. La biodiversidad en esta región es muy alta, con 853 especies de plantas, 21 de las cuales no se encuentran en ningún otro lugar. La erosión en las áreas de piedra caliza y terreno carso produce escorrentía y obstrucción con sedimentos. El musgo sphagnum es un importante componente de los pantanos de tierras altas, y es pisoteado por los caballos en búsqueda de agua.
Los caballos cimarrones también pueden reducir la riqueza de las especies vegetales. La exposición del suelo causada por los pisoteos, combinado con los nutrientes que son reciclados por el excremento de los caballos, favorece el crecimiento de hierbas, las cuales invaden la región y exceden en números a otras especies nativas, reduciendo su diversidad. La dispersión de hierbas es ayudada por el hecho que las semillas se pegan a las colas y melenas de los caballos, además de ser transferidas a través de su excremento luego que consumen hierbas en un lugar y depositan sus desechos en otro. Aunque los efectos de las hierbas que finalmente germinan luego de la transferencia a través de excremento aún está siendo debatido, el hecho que un gran número de especies de hierbas son dispersadas a través de este método es preocupante para aquellos interesados en la conservación de especies de plantas nativas en Australia. Los efectos sobre las plantas y los hábitats de las plantas son más pronunciados durante las sequías, cuando los caballos deben viajar grandes distancias para encontrar agua y comida. Consumen la ya amenazada y limitada vegetación, y sus influencias negativas tienen alcances más grandes. Los caballos cimarrones también mastican las cortezas de los árboles, lo que puede dejar a muchos de ellos vulnerables a amenazas externas. Esto ha ocurrido durante sequías entre especies de eucaliptos en la meseta de la Serranía Roja. Los caballos parecen preferir esta especie de árbol en particular.

## Interacción con otros animales
Los cambios en la vegetación que resultan cuando los caballos cimarrones sobrepoblan una región afecta a especies de aves al eliminar plantas de las cuales ellos se alimentan, al igual que alterar el hábitat de las aves y su presa. El pasteo de los caballos cimarrones también ha sido conectado con un declive en las poblaciones de reptiles y anfibios debido a una pérdida de su hábitat. Además, el pasteo y pisoteo cerca de cuerpos de agua tiene un efecto sobre la fauna acuática. En áreas que son frecuentadas por caballos, las densidades de cangrejos son más altas, aumentando las posibilidades de que estos últimos se alimenten de peces. Como resultado de ello, las densidades de peces caen una vez que la pérdida de vegetación en un lugar los hace más susceptibles a ser capturados.
En áreas en las cuales los caballos son abundantes, las poblaciones de macrópodos son menos prevalentes. Esto se debe más que todo debido al consumo de los caballos de la vegetación de la cual también se alimentan normalmente los macrópodos. Cuando los caballos son removidos, la evidencia de la presencia varios macrópodos, específicamente el ualabí rupestre de roca de patas negras, aumenta. Es por eso que la competición con los caballos sea una de las razones para la caída en la población de macrópodos en ciertas áreas. Las poblaciones de brumbies también tienen el potencial de transmitir enfermedades exóticas, tales como la influenza equina y la enfermedad africana del caballo a caballos domésticos. También pueden ser portadores de la fiebre por garrapata, la cual puede ser transmitida tanto a caballos como al ganado vacuno. Esto puede ocasionar muertes entre las poblaciones domésticas, lo que hace que muchos ganaderos y agricultores pidan un mejor manejo de las poblaciones cimarronas.
Al igual que cualquier ganado, los brumbies portan el parásito Cryptosporidium parvum, el cual puede causar gastroenteritis seria en las personas que toman agua contaminada con el mismo.

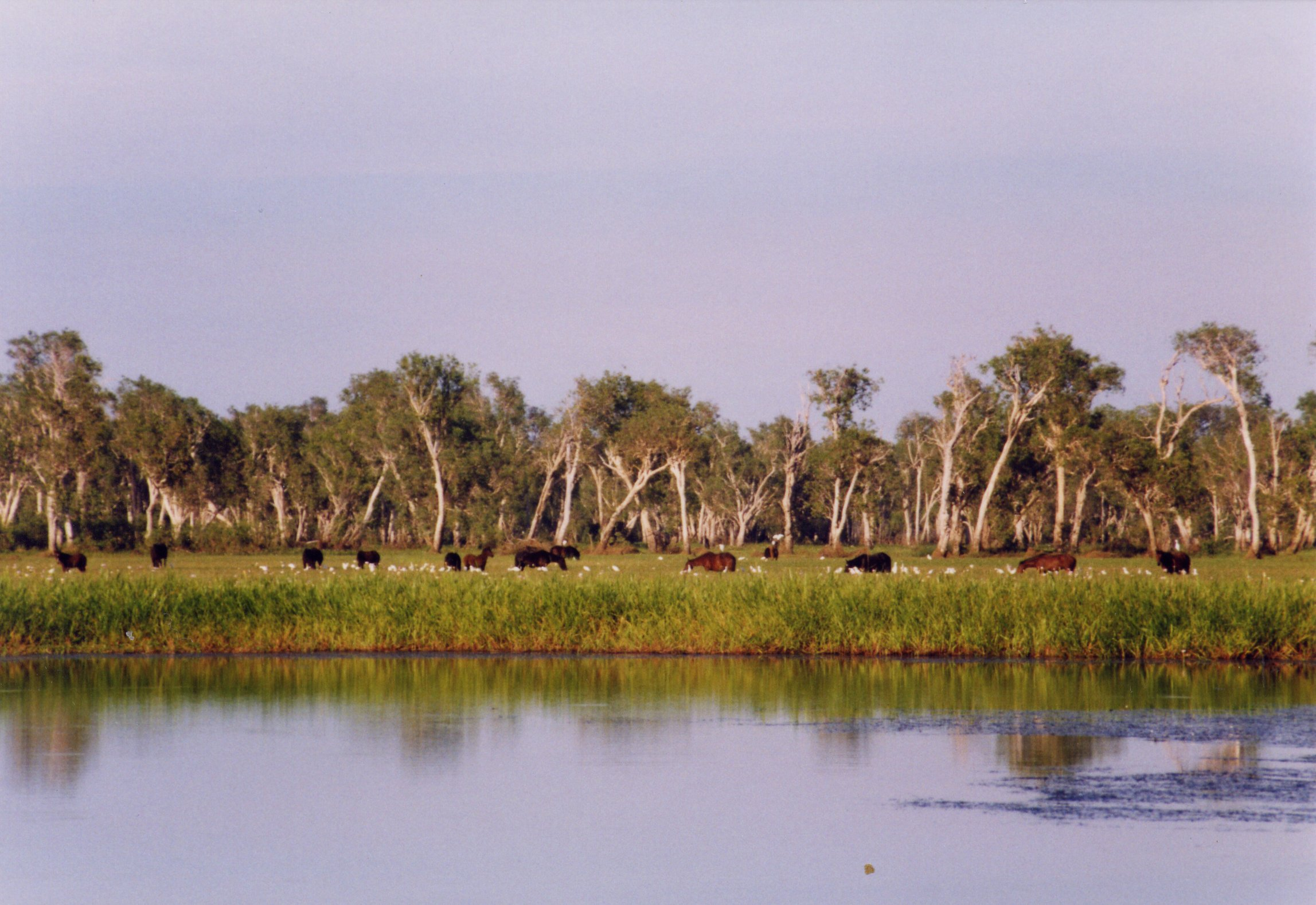
Brumbies en el Parque nacional Kakadu

## Control de población
Aunque un mal control de los caballos cimarrones puede llevar a amenazas ecológicas y medioambientales en algunas partes de Australia, su manejo se hace difícil debido a problemas de viabilidad y opinión pública. Actualmente, los intentos por controlar a los caballos varían, ya que los brumbies son considerados alimañas en algunos estados, como en Australia del Sur, pero no en otros, como ser Queensland. También existe controversia sobre el retiro de brumbies de Parques nacionales. El argumento principal para su relocalización es que tienen un impacto importante sobre los frágiles ecosistemas y dañan y destruyen la flora y fauna nativa.
La opinión pública es un factor determinante en los esfuerzos de control ya que muchas personas apoyan la protección de los brumbies, incluidos los aborígenes, quienes creen que los caballos cimarrones pertenecen al campo. Otros grupos de interés relacionados con caballos rechazan que los caballos sean llamados cimarrones y están completamente en contra de cualquier medida que amenace su supervivencia. Mientras que algunos grupos de bienestar de los animales como el RSPCA ha aceptado la práctica de sacrificios a regañadientes, otras organizaciones como Save the Brumbies se opone a técnicas letales y, en su lugar, trata de organizar la relocalización de los animales. Se ha argumentando que la relocalización, que en muchos casos requiere horas de arreo por helicópteros puede ser traumático para los caballos.
De igual manera, grupos ecologistas, como la Australian Conservation Foundation, están a favor de sacrificar a los animales en forma humana debido al daño que la sobrepoblación de brumbies ha causado a la flora y fauna nativa, pero por lo general se oponen a varios métodos de exterminación. Esto hace que el control de estos animales sea un desafío para las autoridades.

### Métodos de control de población
El método tradicional de traslado de estos animales, llamado brumby running, es muy similar al icónico poema de Banjo Peterson, The Man from Snowy River, donde expertos jinetes enlazan a los brumbies y los trasladan a un nuevo lugar.
Las opciones para el control de población incluyen control de fertilidad, dispararles desde el suelo o desde helicópteros y su arreamiento y captura. Ninguno de estos métodos libran completamente de sufrimiento a los caballos, y el costo de todos es muy alto. Los costos incluyen aquellos costos económicos, tales como que investigación, compra de equipos, y costos de mano de obra, al igual que la preocupación moral sobre el bienestar de los caballos. Debido a esto se ha exigido que se encuentren métodos de control más eficientes y efectivos.
La utilización de controles de fertilidad como métodos no-letales para el control poblacional de los animales es visto como el tratamiento más humano, y su uso es respaldado por la RSPCA. Aunque pareciera que estos tratamientos son efectivos durante la temporada de apareamiento inmediatamente después de administrarles las inyecciones, los efectos a largo plazo no están claros. Debido a que es costoso y difícil tratar animales repetidamente, este método, pese a ser el ideal, no ha sido implementado ampliamente.
El dispararles con personas entrenadas es considerado el método más práctico de control debido a su efectividad. El Departamento de Industrias Primarias de Nueva Gales del Sur cree que dispararles a los animales es el mejor método para controlar la población, ya que no somete a los caballos al estrés de ser arreados y transportados largas distancias, ambas relacionadas con métodos de captura y traslado. Los caballos que solo son heridos en primera instancia luego haber sido disparados son rastreados y despachados si se encuentran en un terreno abierto y accesible. No obstante, dispararle a los caballos en serranías no es considerado un método humano de control. Disparar a los animales desde helicópteros permite realizar reconocimientos aéreos de grandes áreas para poder identificar las poblaciones más densas, y los tiradores pueden acercarse lo suficiente para poder apuntar bien a los animales y asegurar su exterminación. Este método de control es considerado el más efectivo y eficiente, pero su desaprobación es muy alta entre aquellos que lo consideran inhumano. Las organizaciones que apoyan a los brumbies argumentan que el dispararle a los caballos desde el aire es innecesario y que métodos de control alternativo de la población no han sido probadas adecuadamente, mientras que los funcionarios gubernamentales han expresado su preocupación sobre la necesidad de controlar las crecientes poblaciones para evitar problemas ecológicos asociados con un exceso de caballos cimarrones en ciertas áreas.
El arreamiento de estos caballos es un proceso que requiere de mucha mano de obra que resulta en uno de dos situaciones: su matanza para la venta de su carne o su reubicación. El proceso puede ser facilitado atrayendo a los caballos a zonas donde capturarlos sea más fácil colocando balas de heno en lugares estratégicos. La baja demanda por estos caballos complica el proceso, haciéndolo de esta manera menos atractivo que dispararles o utilizar métodos de control de fertilidad, los cuales reducen su población sin tener que encontrar lugares alternativos para ellos.

### Control en parques nacionales

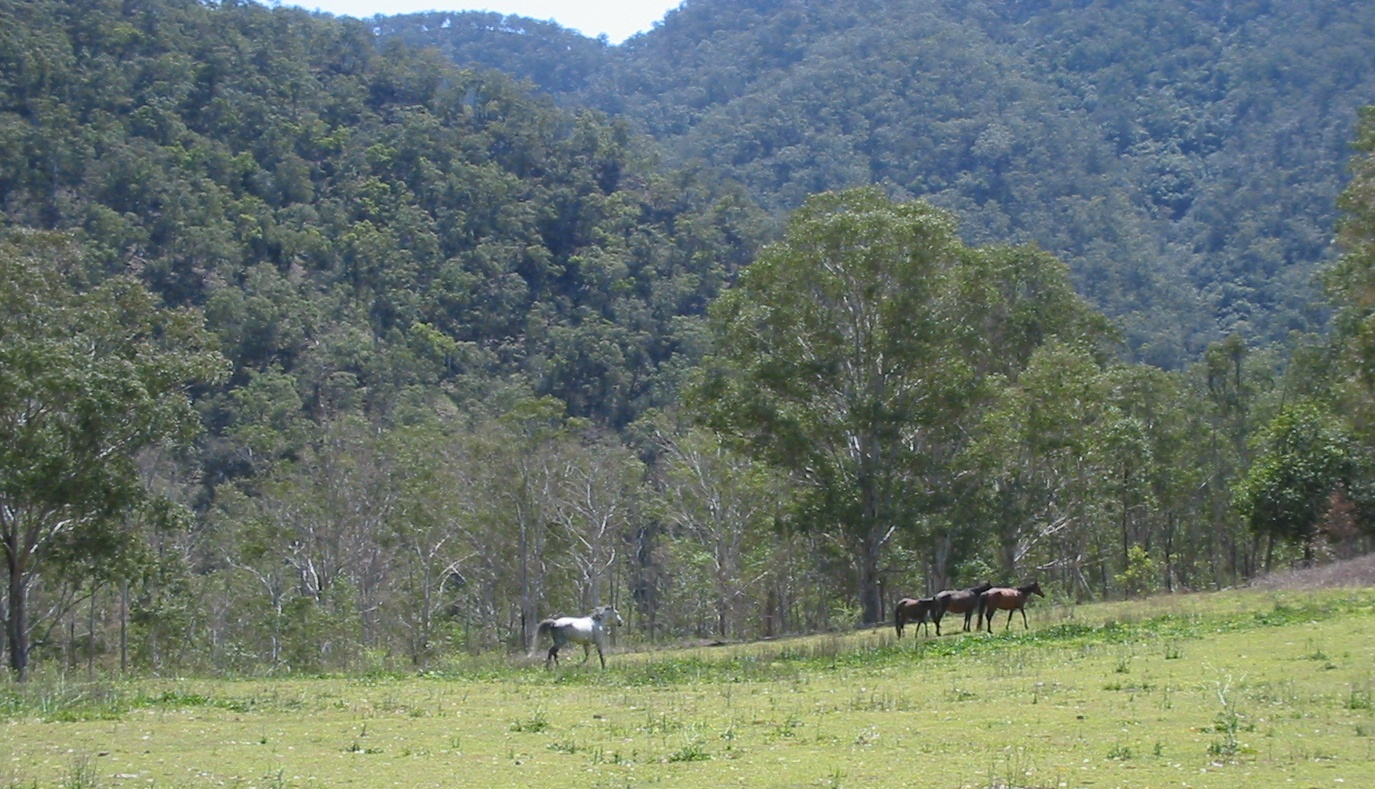
Brumbies en el río Chandler, Parque nacional de los ríos Oxley Wild.

Entre el 22 y el 24 de octubre del 2000, aproximadamente 600 brumbies fueron disparados en el Parque nacional del Río Guy Fawkes por parte del Servicio de Parques Nacionales y Vida Silvestre de Nueva Gales del Sur. Como resultado de la indignación posterior del público, el gobierno de NSW estableció un comité para investigar métodos de control alternativos. Desde que comenzó la campaña para remover a los caballos del parque nacional, más de 400 caballos han sido atrapados pasivamente y retirados del parque, y 200 de ellos han sido ubicados en nuevos hogares.
Una serie de sacrificios del Servicio de Parques Nacionales y Vida Silvestre de NSW durante 2006 y 2007 en el Parque nacional Kosciusko, en donde había unos 1700 caballos en 2005, resultó en una reducción de 64 caballos.
El Servicio de Parques Nacionales y Vida Silvestre de NSW comenzó un plan en 2007 para reducir la población de brumbies atrapándolos pasivamente en Parque nacional de los Ríos Oxley Wild. Más de 60 brumbies que fueron capturados en la depresión del río Apsley han sido relocalizados.
En 2008 tuvo lugar la tercera fase de un control poblacional por aire, en la cual se dispararon a 700 caballos desde helicóptero en el Desfiladero de Carnarvon en el Parque nacional Carnarvon en Queensland.

## Brumbies en la literatura y otros medios
Los brumbies, llamados "caballos salvajes del monte", son mencionados en el poema de Banjo Paterson, The Man from Snowy River. Este poema fue expandido a las películas The Man from Snowy River y The Man from Snowy River II — (conocida en Estados Unidos como "Return to Snowy River" — y en el Reino Unido como "The Untamed") — además de las series de televisión del mismo nombre y The Man from Snowy River: Arena Spectacular.
Otro poema de Banjo Paterson, titulado Brumby's Run, describe a una manada de brumbies corriendo sin control. Para escribir el poema, Paterson se inspiró cuando leyó que un Juez de la Corte Suprema de NSW, al escuchar sobre los brumbies, preguntó: "¿Quién es Brumby, y dónde está su propiedad?" (referida como Run en inglés australiano)
Los populares libros de Elyne Mitchell, Silver Brumby, fueron escritos para niños y adultos jóvenes. Las historias relatan las aventuras de Thowra, un semental Brumby.. Estas historias fueron dramatizadas y convertidas en una película del mismo nombre (también conocida como The Silver Stallion: King of the Wild Brumbies), protagonizada por Russell Crowe y Caroline Goodall.
El brumby fue adoptado como un emblema en 1996 por los recientemente formados ACT Brumbies, un equipo de rugby de Canberra, Australia que compite en lo que en ese entonces era conocido como Super 14 y hoy en día como Super Rugby.

## Enlaes externos
- Wikimedia Commons alberga una galería multimedia sobre Brumby.
- Wikcionario  tiene definiciones y otra información sobre brumby.
- Australian Brumby Alliance (en inglés)
- Brumby Watch (en inglés)
- Heritage Horse (en inglés)
- National Parks Wild Horse Control Archivado el 2 de diciembre de 2009 en Wayback Machine. (en inglés)
- Okstate: Australian Brumby (en inglés)
- Save The Brumbies Inc (en inglés)

- Datos: Q850232
- Multimedia: Brumby (horse) / Q850232